# Fagerögrunden
Fagerögrunden är en ö i Finland. Den ligger i Finska viken och i kommunen Ingå i den ekonomiska regionen  Raseborg i landskapet Nyland, i den södra delen av landet. Ön ligger omkring 54 kilometer väster om Helsingfors.
Öns area är 0,8 hektar och dess största längd är 140 meter i nord-sydlig riktning. Närmaste större samhälle är Ingå, 7,6 km norr om Fagerögrunden.